# Ляльки Хіна
Ляльки Хіна (яп. 雛人形) - японські ляльки, яки  використовуються на фестивалі-святі Хінамацурі.

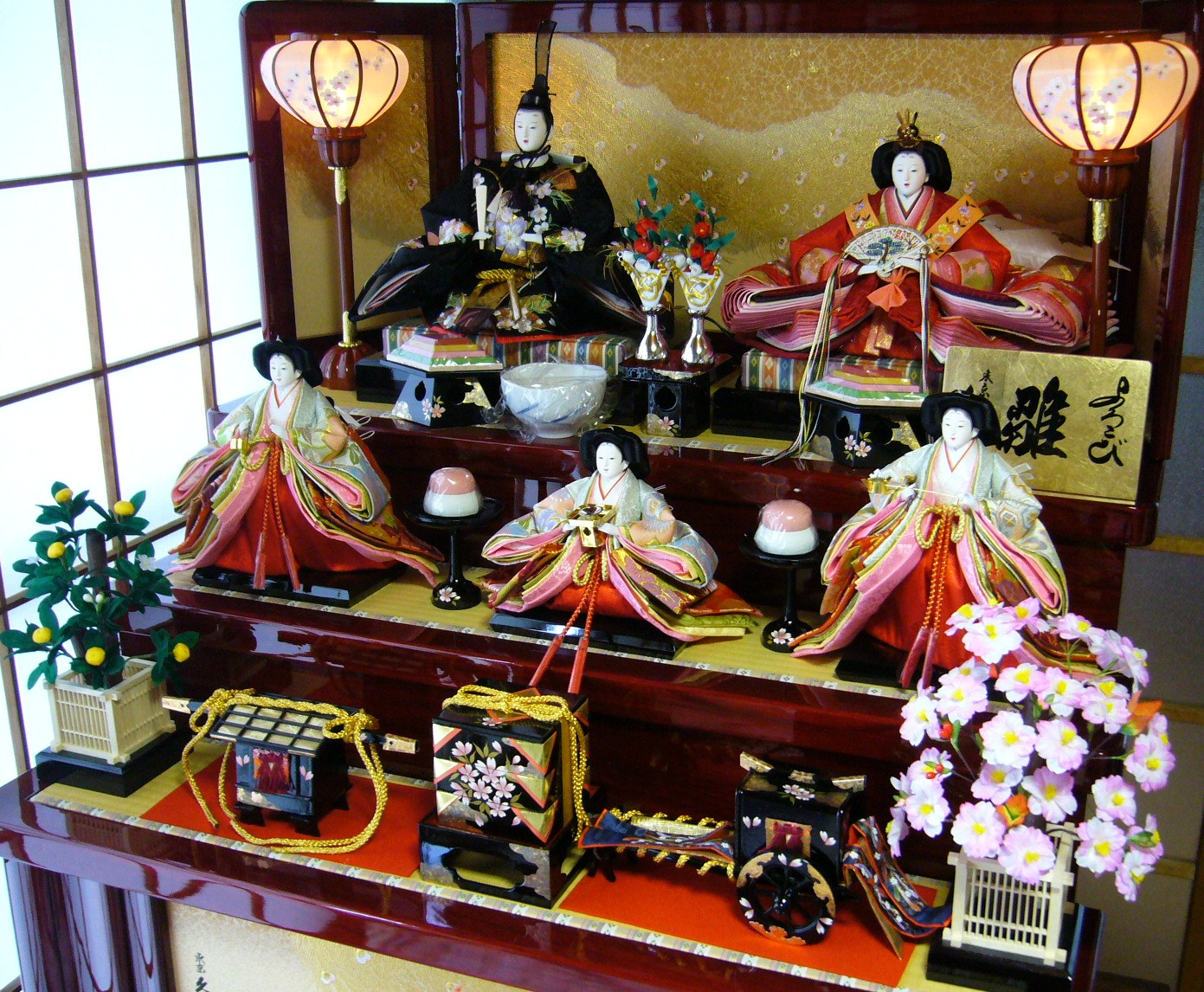
Ляльки Хіна з триярусним декором

## Ляльки Хіна
Ляльки Хіна  свого роду є лялька - оберіг.   Хінамацурі заснований для збереження дітей від  хвороб та нещастя, шляхом перенесення катастроф на ляльок Хіна.  

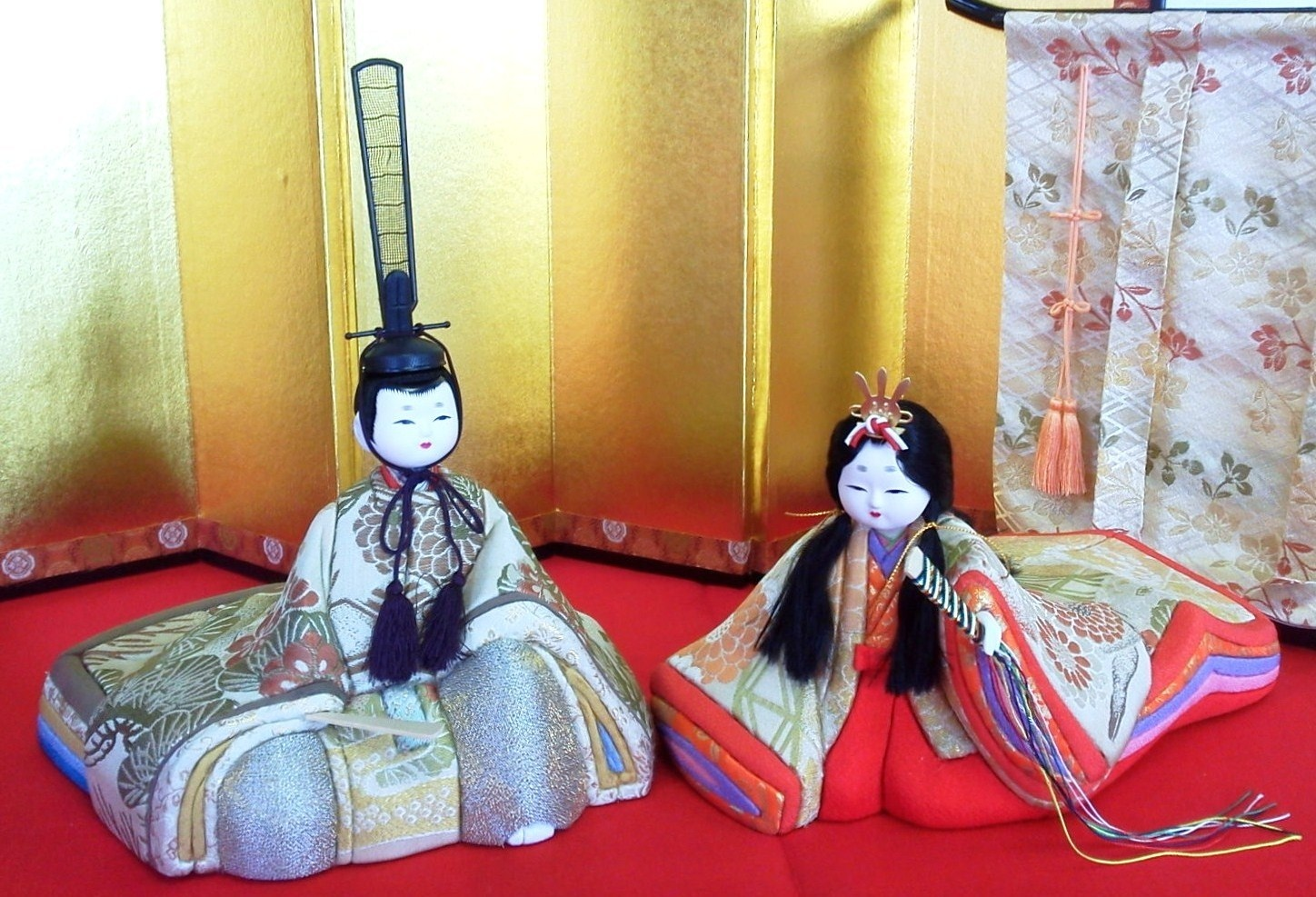
Ляльки Хіна у техниці Кімекомі

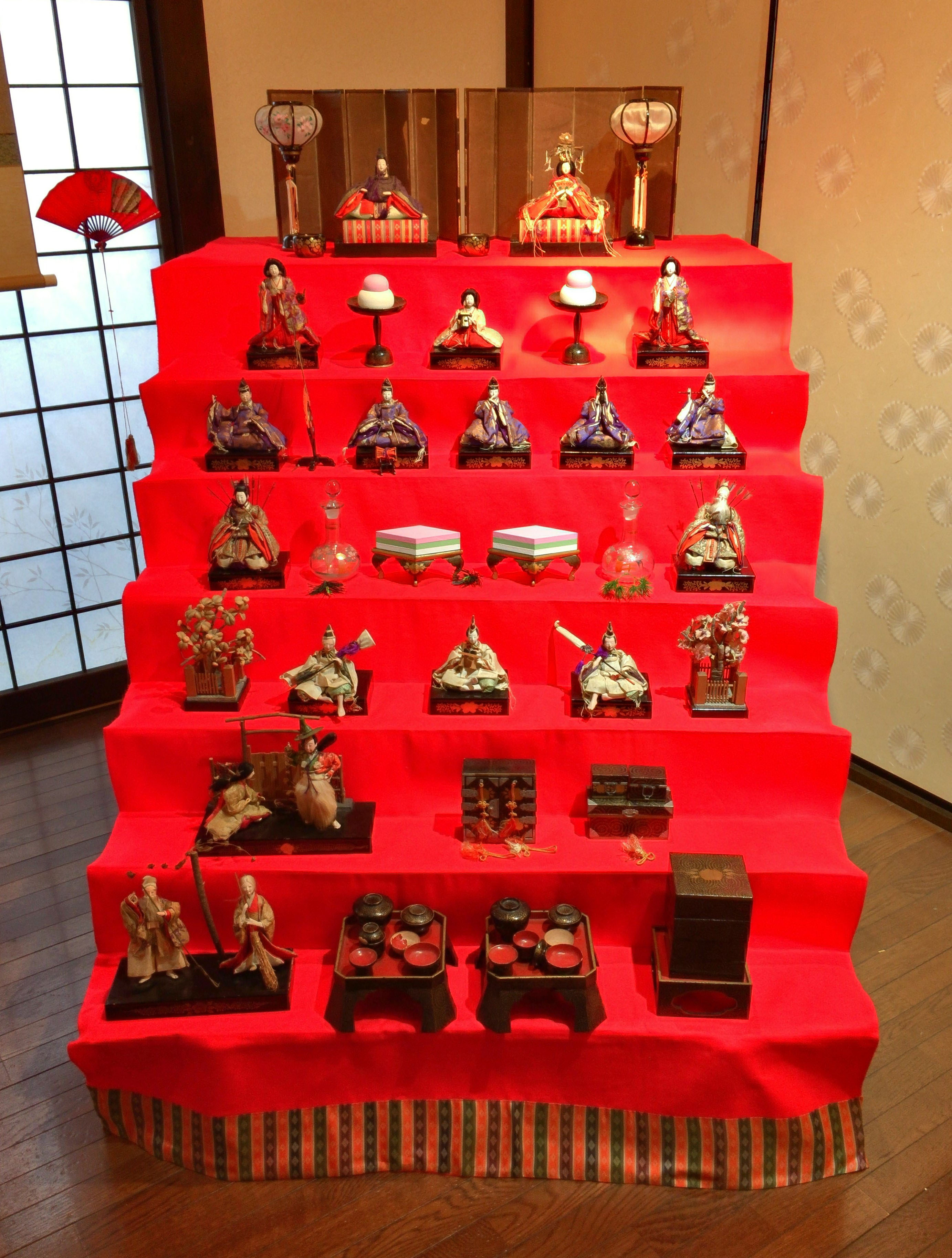
Приклад семиярусного «Палацу Хіна»

«Ляльки Хіна» імітують імператорський двір часів періоду Хейан під час весілля  імператора та імператриці . Ляльки розташовані у ляльковому будиночку, який тепер називається «Палац Хіна». Усі ляльки розміщені на багатоярусний підставці хінакадзарі (яп. 雛飾り). Повний набір містить щонайменше 15 ляльок, що представляють певних персонажів, з безліччю аксесуарів (догу); однак базовий набір складається з пари чоловік-жінка, яку часто називають Імператором і Імператрицею.  Хінакадзарі зазвичай має три, п'ять чи сім ярусів, покрита тканиною червоного кольору. Ляльки можуть бути виготовлені з багатьох матеріалів, але класична лялька хіна має пірамідальний корпус із складного багатошарового текстилю, набитого соломою та/або тирсою.  Голова, руки (а в деяких випадках і ноги), покриті гофуном поверх пап’є-маше (папір наклеюють на каркас з бамбука, дерева, глини тощо). Зараз очі ляльки роблять скляними (хоча приблизно до 1850 року очі були вирізьблені на гофуні та розмальовані). Зачіску роблять зі людського або шовкового волосся.  Також популярні вироби, виготовлені у відносно невеликих розмірах за технікою Кімекомі. 
Більшість ляльок Хіна створені сидячими, але є і стоячі та сидячі на конях ляльки.
З давніх-давен  ляльки Хіна були цінними речами для родини, їх передавали з покоління в покоління, а деякі були привезені здалеку в нову родину, наприклад, коли дівчинка одружувалася. Тому ці ляльки не мають чітких регіональних відмінностей.

## Види ляльок Хінамацурі

### Дайрі Хіна
Дайрі Хіна - це пара ляльок, відома як Тоно (殿) і Хіме (姫) (лорд і принцеса) або Одайрі-сама (御内裏様) і Охіна-сама (御雛様) (вельможний палацовий чиновник і вельможна жінка).  Хоча їх іноді називають імператором і імператрицею, вони представляють лише позиції, а не самих осіб. На постаменті для ляльок Хіна  лялька-неречений має корону і декоративний меч. Зазвичай він одягнений у святкове кімоно, сьокутай (шапка з чорного лакованого шовку, яка зверху має вертикальний вимпел, прикрашений імператорським гербом хризантеми),  та має віяло (хінокі) в руці. Одяг Дайрі Хіна виготовлена з тканого полотна, яке використовує сусальне золото, срібло, золоту нитку, срібну нитку тощо. 

### Компаньйонки
Придворні, які обслуговують палац, розміщуються в другому ряду  східчастої платформа. Зараз їх зазвичай три, але в довоєнні часи,  п’ять або сім ляльок. У багатьох випадках центральна леді сидить і обидві сторони стоять, але навпаки, центральна дама стоїть, і обидві сторони сидять, і всі стоять.  Фрейліна в центрі розглядається як лідер, і представляється як одружена особа.  Ці три ляльки  подають саке. Центральна лялька —  завжди тримає маленький столик. Дві інші жінки тримають металеві посудини, одна з довгою ручкою, а інша з короткою. Поверх білого кімоно одягають червоні хакама, іноді парчі; вони майже завжди мають дуже довге волосся.

### Музиканти
У   третьому ряду сидять ляльки, які становлять стандартний оркестр для вистави в театрі Но, з двома ручними барабанами, більшим барабаном з паличками, флейтою та співаком.

### Чиновники
На четвертому ярусі сидять ляльки, які відображають  міністрів (大臣, daijin ). Це можуть бути: міністр правих (右大臣, Udaijin ) і міністр лівих (左大臣, Sadaijin ) . Обидва іноді оснащені луками і стрілами. Правий міністр зображується як молода людина, а міністр лівих – старший, оскільки ця посада була старшою з двох. 
Трохи нижче міністрів, як прикраса-символ розташовані праворуч — мандаринове дерево, а ліворуч — дерево вишні, що цвіте .

### Прислужники
На п'ятому ярусі, між рослинами, містить трьох помічників або захисників (衛士, eji ) імператора та імператриці: Це дорослі чоловіки, чиї три маленькі обличчя виражають радість, смуток і гнів. Раніше зображували трьох садівників, які п’ють біля багаття, але нинішня мода – три імперські камердинери, які чекають на нижній полиці з черевиками, прапором і капелюхом імператора (або парасолькою та списом – предмети закриті і їх важко впізнати) на випадок, якщо він захоче погуляти».

### Інші рівні
На шостому та сьомому ярусах виставлені різноманітні мініатюрні меблі, інструменти, карети тощо. 

#### Шостий рівень
Це предмети, які використовуються в палаці. 
- тансу (箪笥): комод з (зазвичай п'ятьма) ящиками, іноді з розсувними зовнішніми дверцятами.
- нагамоті (長持): довга скриня для зберігання кімоно .
- хасамібако (挟箱): менший ящик для зберігання одягу, розміщений поверх нагамоті.
- kyōdai (鏡台): менший комод з дзеркалом зверху.
- haribako (針箱): коробка для швейного набору.
- два хібачі (火鉢): мангали.
- дайсу (台子):  посуд для чайної церемонії.

#### Сьомий рівень
Це предмети, які використовуються далеко від палацу. 
- джубако (重箱) , набір вкладених лакованих ящиків для їжі з або шнуром, зав'язаним вертикально навколо ящиків, або жорсткою ручкою, яка замикає їх разом.
- гокаго (御駕籠 або 御駕篭) , паланкін.
- goshoguruma (御所車) , карета, запряжена волами, улюблена знаті Хейан.
- Рідше — ханагурума (花車) — віл, що тягне візок із квітами.

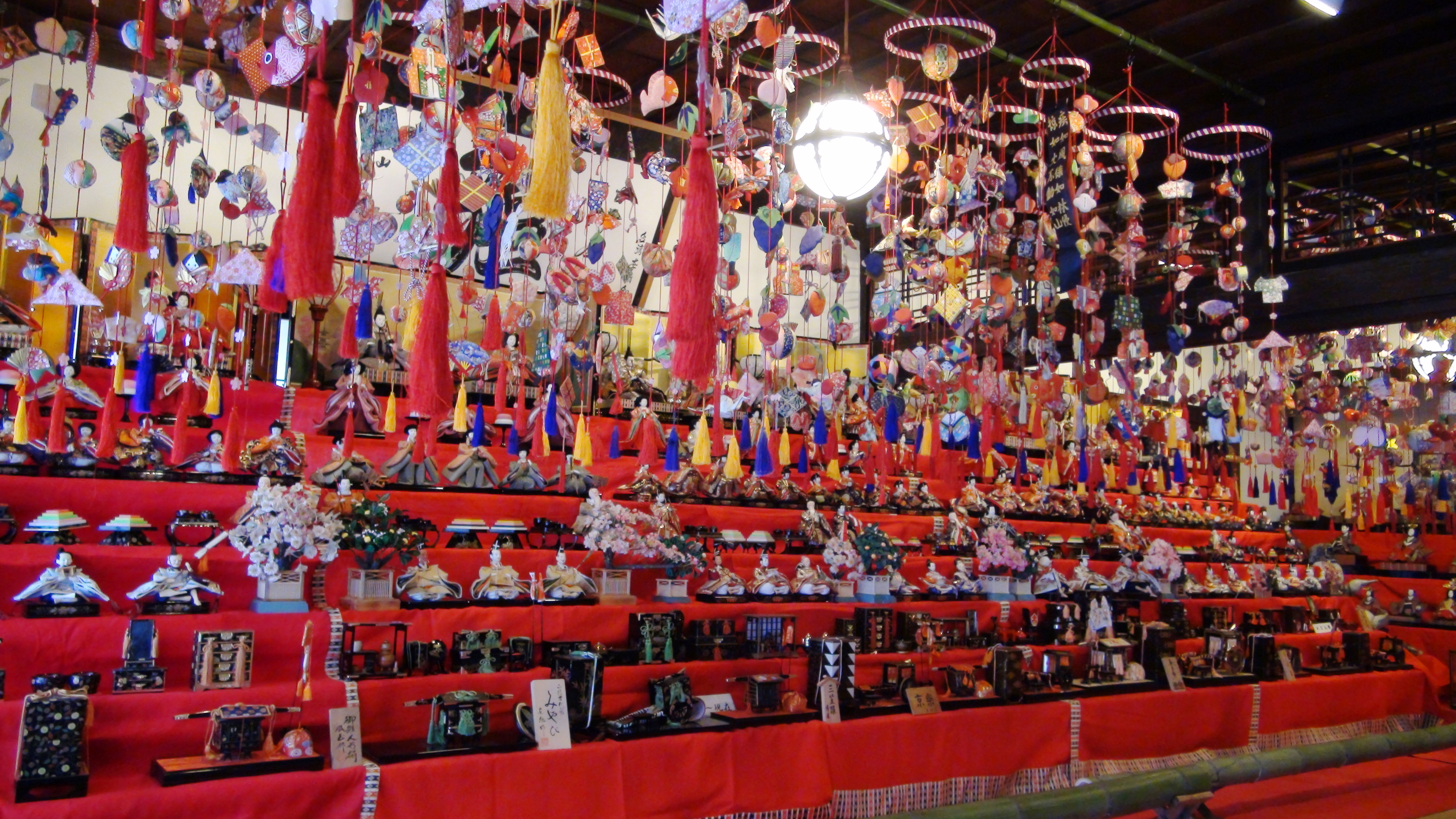
«Фестиваль орнаменту Хіна та персикового цвіту» у Канзо Яшікі
Конус-сюрприз Хінамацурі
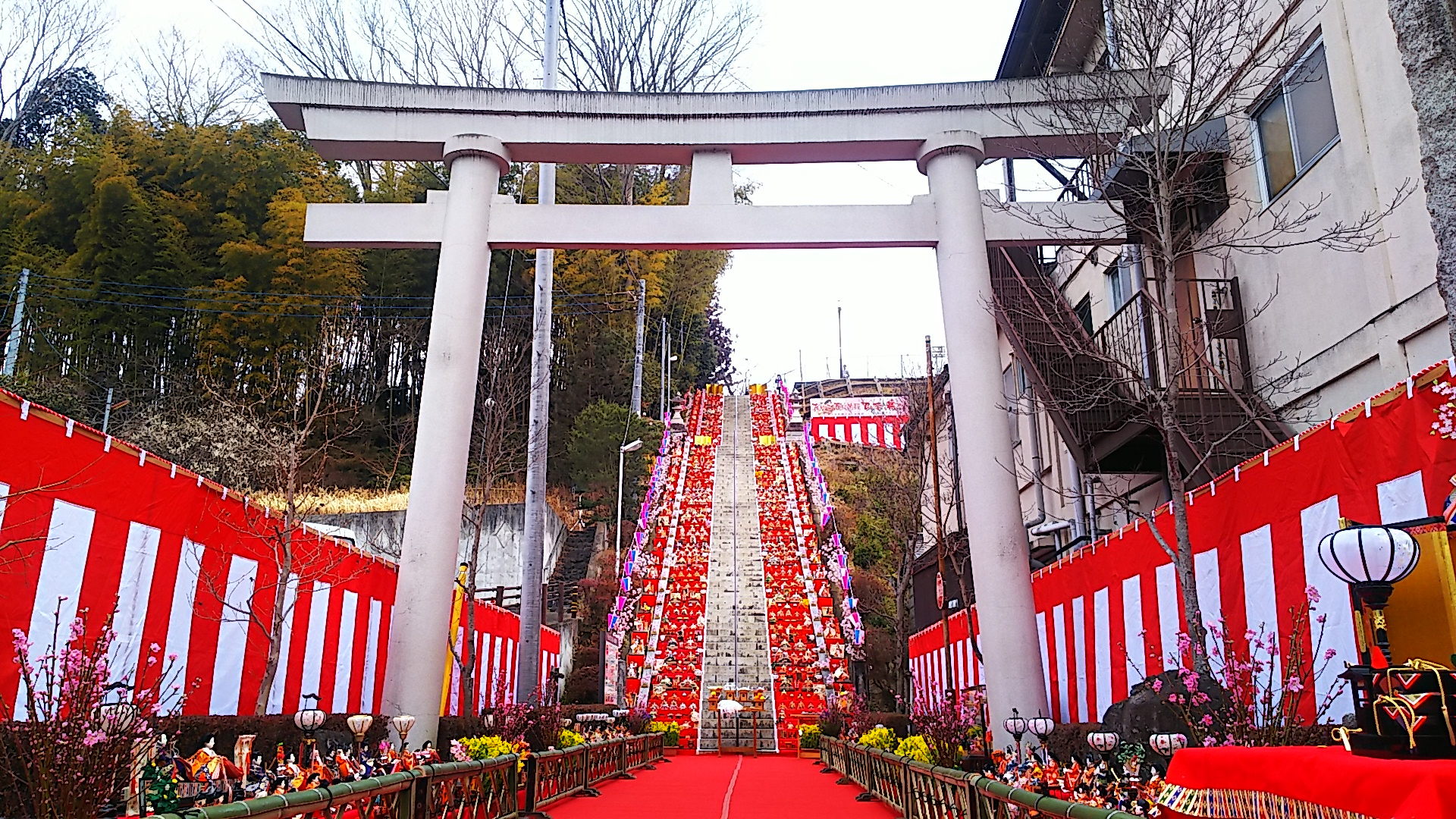
«Хіна Мацурі на ста етапах» у місті Дайго, префектура Ібаракі